# 坦洲镇
坦洲镇是中国广东省中山市下辖的一个镇，位于中山市最南端，珠江口的西岸，东面、南面与珠海相邻。坦洲镇总面积为129.58平方公里，人口 382,445（2020年）。 2020年国内生产总值为141.57亿元。近年来由于珠海市区发展饱和，遂很多珠海市民到该镇定居，坦洲房地产市场日渐兴旺，逐渐形成珠海的郊区。

## 行政区划
坦洲镇下辖7个社区7个村：
- 社区：合胜社区、同胜社区、安阜社区、七村社区、坦洲村社区、十四村社区、金斗社区。
- 村：永一村、永二村、联一村、裕洲村、新合村、群联村、新前进村。

## 交通
坦洲鎮內交通發達，有多條道路連接中山市內各地或珠海市。

## 图片

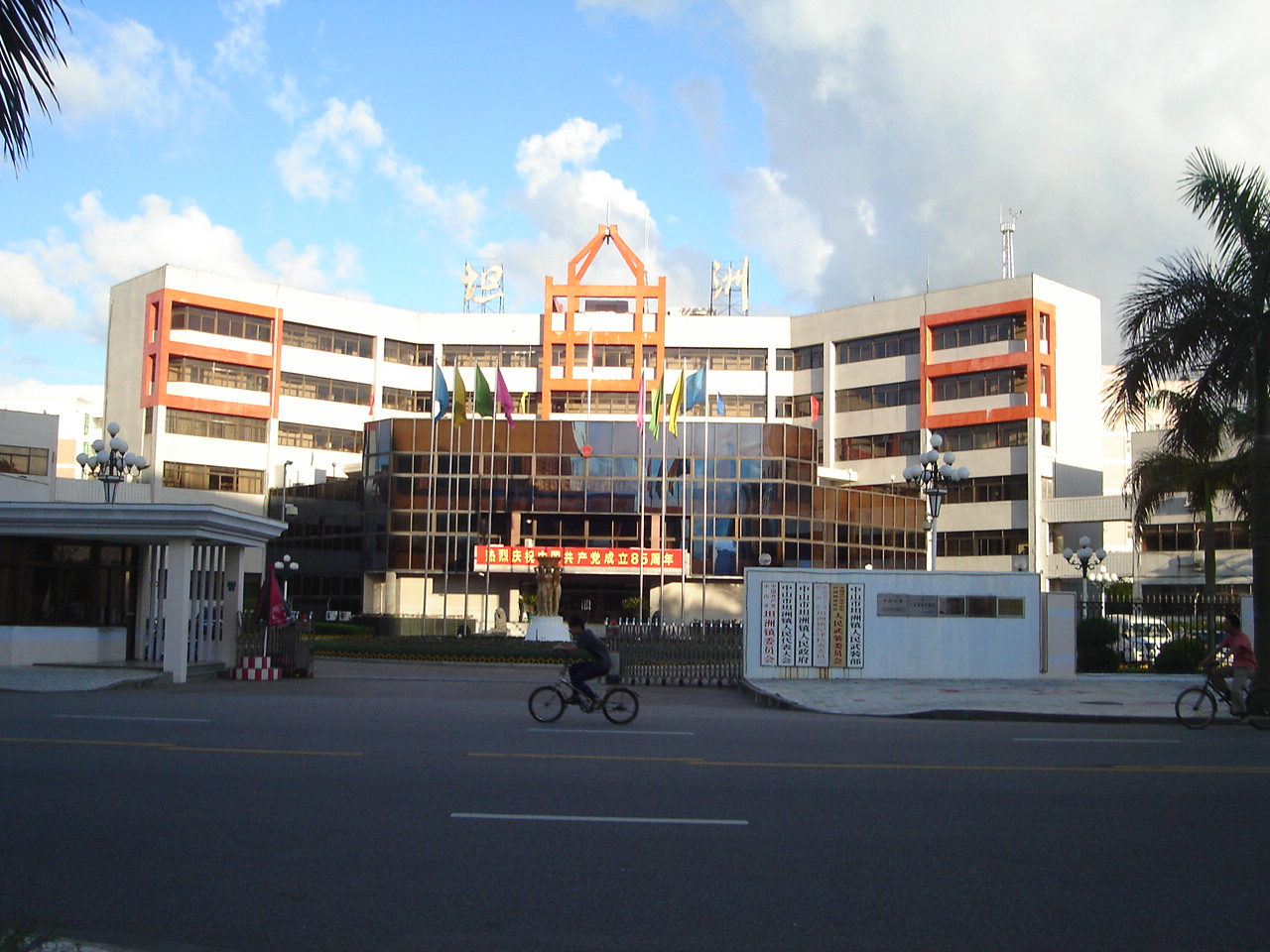
中山市坦洲镇政府
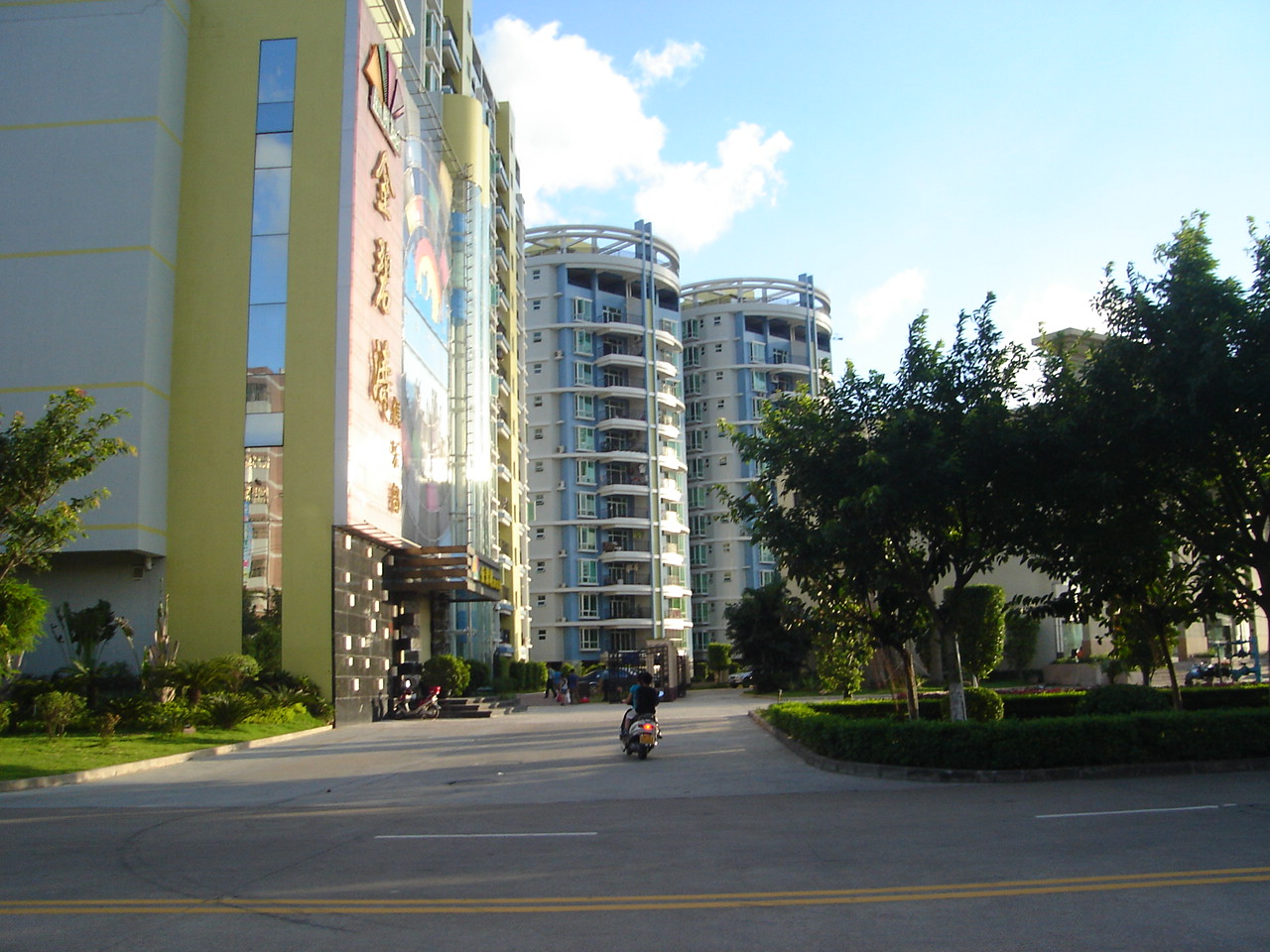
中山市坦洲镇一住宅小区
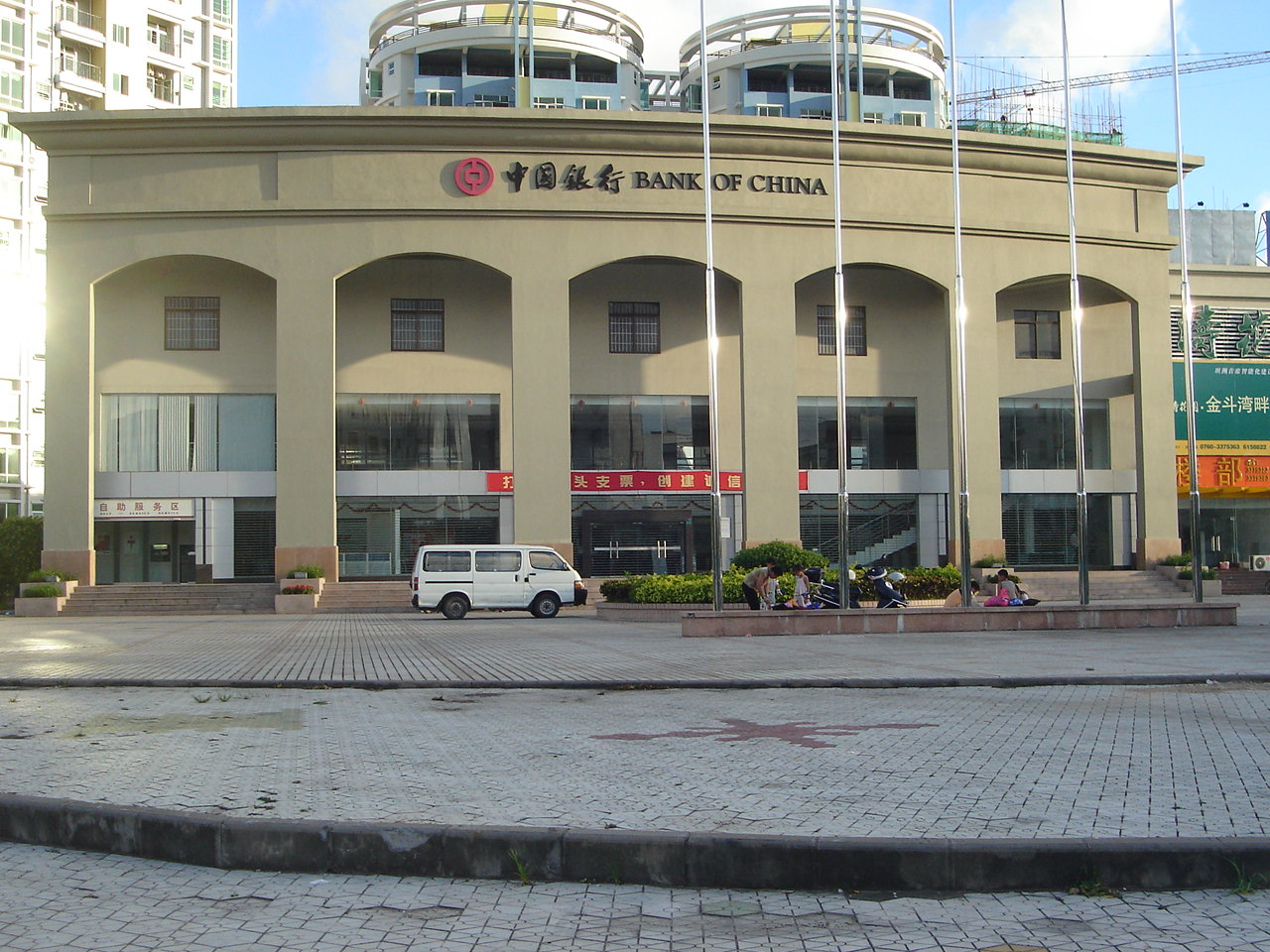
中山市坦洲镇中国银行

1. ↑  . stats.zs.gov.cn.   [2025-01-19]. （原始内容存档于2025-01-26）.